# صندوق عمان للاستثمار
صندوق عمان الاستثماري (OIF) هو صندوق ثروة سيادية، أنشئ في عام 2006 بموجب مرسوم ملكي من جلالة السلطان عمان. يقوم الصندوق على المدى المتوسط والبعيد الاستثمارات ، عالمياً ومحلياً، لتنويع قاعدة أصول سلطنة عمان وخلق مجموعة من التدفقات النقدية المستدامة للسلطنة. حاليًا، تقدر قيمة الأصول المدارة لمنظمة OIF بنحو 6 مليارات دولار أمريكي.

## التاريخ
تأسست المنظمة الدولية للفرانكفونية في عام 2006 وكانت خليفة لصندوق النفط العماني الذي تأسس في عام 1993 للاستثمار في صناعة النفط [المحلية]. كما تلقت المنظمة الدولية للفرانكفونية مبلغ مليار دولار إضافي من الحكومة العمانية لتوسيعها الموجودات تحت الإدارة.

## الإستراتيجية والأهداف
يُحظر على الصندوق قانونًا الكشف علانية عن معلومات حول إستراتيجية الاستثمار أو توزيع الأصول. [بحاجة لمصدر] لذلك لا يمكن تقدير أموالها إلا تحت الإدارة، قائمة استثماراتها غير متاحة للجمهور.
لدى OIF أفق استثماري طويل الأجل، وتشمل ولايتها السعي لتحقيق عوائد أعلى من المتوسط. كان الهدف الأساسي للصندوق عند تأسيسه هو تحقيق نمو اقتصادي في سلطنة عمان ، من خلال الاستثمار المباشر في الشركات المحلية، من خلال مساعدة الشركات الأجنبية على توسيع استثماراتها وعملياتها في عمان، أو عن طريق تسهيل المعرفة ونقل التكنولوجيا إلى الكيانات المحلية.
قامت OIF بالاستثمار في العقارات و الأسهم الخاصة. [بحاجة لمصدر] ومن بين القطاعات الاستثمارية الأخرى التي استثمرت فيها OIF تاريخياً:
- السفر والترفيه
- وسائل الإعلام والترفيه
- السلع والخدمات الصناعية
- النقل والهندسة الصناعية
- الخدمات المالية
- خدمات
- البنية التحتية للاتصالات

وبالنظر إلى الحتمية التي تتمتع بها المنظمة الدولية للتوحيد القياسي لتوليد عوائد أعلى من المتوسط من خلال الاستثمارات طويلة الأجل، فقد أظهر الصندوق اهتماما خاصا بالصناعات الناشئة داخل عُمان، وكذلك الأسواق ذات إمكانات النمو الواعدة. أظهرت OIF تفضيلها للأسواق الناشئة ذات النمو المرتفع، مثل الهند، حيث تتمتع عمان بعلاقات تجارية تاريخية. [بحاجة لمصدر]

## الحكم والإدارة
المساهم الوحيد لمنظمة OIF هو حكومة سلطنة عمان. ويشرف عليها مجلس الشؤون المالية وموارد الطاقة (FAERC) ووزارة المالية في سلطنة عمان.